# Clapra marginata
Clapra marginata är en fjärilsart som beskrevs av W. Warren 1889. Clapra marginata ingår i släktet Clapra och familjen nattflyn. Inga underarter finns listade i Catalogue of Life.